# Шасин
Шасин (порт. Chacim) — район (фрегезия) в Португалии, входит в округ Браганса. Является составной частью муниципалитета Маседу-де-Кавалейруш. По старому административному делению входил в провинцию Траз-уж-Монтиш и Алту-Дору. Входит в экономико-статистический субрегион Алту-Траз-уш-Монтеш, который входит в Северный регион. Население составляет 341 человек на 2001 год. Занимает площадь 19,42 км².

## Известные уроженцы
- Пириш Кабрал, Руй — поэт и переводчик.